# 지선미
지선미(1991년 4월 9일 ~ )는 대한민국의 축구 선수 로 WK리그 세종스포츠토토 WFC의 미드 필더이자 주장이다. 한국 여자 대표팀의 일원으로 활동했었다.